# 김현섭 (육상 선수)
김현섭(金賢燮, 1985년 5월 31일 ~ )은 대한민국의 전 육상 선수로, 주 종목은 경보(20km)다.
2011년 대구세계육상선수권대회 경보 20km 경기에서 1시간 21분 17초의 기록으로 6위를 하였으나 러시아 선수 4명이 도핑에서 적발되어 3위로 올라 동메달을 승계, 대한민국 최초의 세계 육상 선수권 대회 메달리스트가 되었다. 그 외에는 아시안 게임에서도 2006년 은메달, 2010년 광저우와 2014년 인천 아시안 게임에서 동메달을 획득하여 아시안 게임 경보에 참가한 대한민국 선수들 중에서는 유일한 메달리스트다. 다만 아시안 게임 금메달과는 인연을 맺지 못해 2012년 말 국군체육부대에 입대하여 복무했고, 2018년 자카르타 아시안 게임에서는 4위에 그쳐 아시안 게임 4연속 메달에는 실패했다.
2021년 11월에 현역 은퇴를 선언하고, 육상코치로 전업했다.

## 대회 기록
| 연도               | 대회                           | 장소                   | 순위               | 경기               | 기록               |
| 대한민국 국가 대표 | 대한민국 국가 대표             | 대한민국 국가 대표     | 대한민국 국가 대표 | 대한민국 국가 대표 | 대한민국 국가 대표 |
| ------------------ | ------------------------------ | ---------------------- | ------------------ | ------------------ | ------------------ |
| 2002               | 아시아 주니어 육상 선수권 대회 | 태국, 방콕             | 5위                | 10,000 m           | 48:11.00           |
| 2004               | 아시아 주니어 육상 선수권 대회 | 말레이시아, 이포       | 2위                | 10,000 m           | 42:49.80           |
| 2004               | 세계 주니어 육상 선수권 대회   | 이탈리아, 그로세토     | 3위                | 10,000 m           | 40:59.24           |
| 2004               | 세계 경보 컵 대회              | 독일, 나움부르크       | 8위                | 10 km              | 42:04              |
| 2005               | 유니버시아드                   | 터키, 이즈미르         | 2위                | 20 km              | 1:24:42            |
| 2005               | 아시아 선수권 대회             | 대한민국, 인천         | 2위                | 20 km              | 1:25:41            |
| 2006               | 아시안 게임                    | 카타르, 도하           | 2위                | 20 km              | 1:23.12            |
| 2007               | 유니버시아드                   | 태국, 방콕             | 6위                | 20 km              | 1:27:20            |
| 2007               | 세계 육상 선수권 대회          | 일본, 오사카           | 20위               | 20 km              | 1:26:51            |
| 2008               | 올림픽                         | 중국, 베이징           | 23위               | 20 km              | 1:22:57            |
| 2008               | 세계 경보 컵 대회              | 러시아, 체복사리       | 20위               | 20 km              | 1:22:01            |
| 2009               | 유니버시아드                   | 세르비아, 베오그라드   | 5위                | 20 km              | 1:22:00            |
| 2009               | 세계 육상 선수권 대회          | 독일, 베를린           | 34위               | 20 km              | 1:27:08            |
| 2009               | 동아시아 대회                  | 홍콩                   | 3위                | 20 km              | 1:26:59            |
| 2010               | 아시안 게임                    | 중국, 광저우           | 3위                | 20 km              | 1:22:47            |
| 2011               | 세계 육상 선수권 대회          | 대한민국, 대구         | 3위                | 20 km              | 1:21:17            |
| 2012               | 올림픽                         | 영국, 런던             | 17위               | 20 km              | 1:21:36            |
| 2013               | 세계 육상 선수권 대회          | 러시아, 모스크바       | 10위               | 20 km              | 1:22:50            |
| 2014               | 아시안 게임                    | 대한민국, 인천         | 3위                | 20 km              | 1:21:37            |
| 2015               | 세계 육상 선수권 대회          | 중국, 베이징           | 10위               | 20 km              | 1:21:40            |
| 2016               | 올림픽                         | 브라질, 리우데자네이루 | 17위               | 20 km              | 1:21:44            |
| 2017               | 세계 육상 선수권 대회          | 영국, 런던             | 26위               | 20 km              | 1:22:08            |
| 2018               | 아시안 게임                    | 인도네시아, 자카르타   | 4위                | 20 km              | 1:27:17            |